# Sorin Matei
Sorin Matei (Bucarest, 6 luglio 1963) è un ex altista rumeno, campione mondiale indoor e campione europeo della specialità.

## Carriera
In aggiunta alle tre medaglie conquistate in carriera in manifestazioni internazionali, con 2,40 m detiene la 4ª prestazione mondiale di ogni epoca. Ha partecipato pure a tre Olimpiadi, raggiungendo la finale in due di esse, ma non andando mai al di là di un 13º posto.

## Palmarès
| Anno | Manifestazione            | Sede     | Risultato | Misura |
| ---- | ------------------------- | -------- | --------- | ------ |
| 1988 | Campionati europei indoor | Budapest | Bronzo    |        |
| 1992 | Campionati europei indoor | Genova   | Argento   |        |
| 1987 | Universiadi               | Zagabria | Bronzo    |        |